# Gombolirang
Gombolirang is een bestuurslaag in het regentschap Banyuwangi van de provincie Oost-Java, Indonesië. Gombolirang telt 2800 inwoners (volkstelling 2010).